# Атамекен (Акмолинская область)
Атамеке́н (каз. Атамекен, до 2005 г. — село Кли́мовка) — аул в Бурабайском районе Акмолинской области Казахстана. Административный центр сельского округа Атамекен. Код КАТО — 117055100.

## География
Село расположено в юго-восточной части района, на расстоянии примерно 23 километров (по прямой) к югу от административного центра района — города Щучинск.
Абсолютная высота — 378 метров над уровнем моря.
Климат холодно-умеренный, с хорошей влажностью. Среднегодовая температура воздуха положительная и составляет около +2,8°С. Среднемесячная температура воздуха в июле достигает +18,9°С. Среднемесячная температура января составляет около -15,4°С. Среднегодовое количество осадков составляет около 450 мм. Основная часть осадков выпадает в период с мая по август.
Ближайшие населённые пункты: село Каражар — на юге, село Жанажол — на северо-западе.
Близ села проходит автомобильная дорога республиканского значения — А-1 «Астана — Петропавловск».

## История
Совместным решением Акмолинского областного Маслихата и Акимата Акмолинской области от 24 августа 2005 года № 3С-14-5 «О переименовании некоторых населенных пунктов Акмолинской области», зарегистрированное Департаментом юстиции Акмолинской области 01 сентября 2005 года № 3155 село Климовка Климовского сельского округа — было переименовано в село Атамекен.

## Население
В 1989 году население аула составляло 1091 человек (из них русские — 56%).
В 1999 году население аула составляло 836 человек (414 мужчин и 422 женщины). По данным переписи 2009 года, в селе проживали 823 человека (406 мужчин и 417 женщин).
| Численность населения | Численность населения | Численность населения |
| 1989                  | 1999                  | 2009                  |
| --------------------- | --------------------- | --------------------- |
| 1091                  | ↘836                  | ↘823                  |

## Улицы[7]
- переулок Северная,
- ул. 9 мая,
- ул. Абая Кунанбаева,
- ул. Восточная,
- ул. Молодежная,
- ул. Советская,
- ул. Тауелсиздиктин 25 жылдыгы,
- ул. Школьная,
- ул. Южная.